# Градара (коммуна)
Градара (итал. Gradara) — коммуна в Италии, располагается в регионе Марке, в провинции Пезаро-э-Урбино.
Население составляет 4515 человек (2008 год), плотность населения составляет 258 чел./км². Занимает площадь 18 км². Почтовый индекс — 61012. Телефонный код — 0541.
Покровителем коммуны почитается святой Терентий из Пезаро, празднование в третье воскресение сентября. 
В XV—XVI веках Градара принадлежала роду Сфорца — сначала Констанцо Сфорца, а затем его побочному сыну Джованни Сфорца.

## Демография
Динамика населения:

## Достопримечательности
- Средневековый замок

## Администрация коммуны
- Официальный сайт: http://www.comune.gradara.pu.it/